# NGC 5254
NGC 5254 је спирална галаксија у сазвежђу Девица која се налази на NGC листи објеката дубоког неба.
Деклинација објекта је - 11° 29' 39" а ректасцензија 13h 39m 38,0s. Привидна величина (магнитуда) објекта NGC 5254 износи 12,4 а фотографска магнитуда 13,1. Налази се на удаљености од 32,729 милиона парсека од Сунца. NGC 5254 је још познат и под ознакама MCG -2-35-12, IRAS 13369-1114, PGC 48307.